# アレクシア女史、飛行船で人狼城を訪う
『アレクシア女史、飛行船で人狼城を訪う』（アレクシアじょし、ひこうせんでじんろうじょうをおとなう、原題：Changeless）は、ゲイル・キャリガーによるアメリカ合衆国のファンタジー小説。「英国パラソル奇譚」シリーズの第2作。

## あらすじ
ロンドン中心部からテムズ川流域の広範囲に渡って、異界族が人間化する現象が発生する。ゴーストは除霊され、吸血鬼も人狼も牙を失ってしまうのだ。不死の彼らにとっては下手をすれば、死に直面する緊急事態の発生に、異界族の能力を無力化させる力を持つ、反異界族のアレクシアが関わっているのではないかと疑われる。
時を同じくして、スコットランドの人狼団、キングエア人狼団が襲撃を受け、団を率いるアルファが殺されたという。かつてキングエア人狼団のアルファだったコナルは単身スコットランドへ向かい、異界族の人間化現象とキングエア人狼団との関連に気付いたアレクシアも飛行船で後を追う。

## 登場人物
英国パラソル奇譚#用語も参照。

### 主要人物
アレクシア・マコン
ソウルレス〈魂なき者〉。「陰の議会」の「議長」。26歳。発明家のマダム・ルフォーが製作、コナルがデザインした、見た目は異様だが様々な仕掛けが施されたパラソルを愛用する。
コナル・マコン卿
アレクシアの夫。ウールジー人狼団のアルファ（ボス）、伯爵。BUR主任捜査官。200歳くらい。アレクシアのような大柄で肉付きのよい女性がタイプ。30代半ばで変異した。元キングエア人狼団のアルファ。
ランドルフ・ライオール教授
マコン卿のベータ（副官）。BUR捜査官。身だしなみには人一倍うるさい。年を数えなくなって大分経つがおおよそ300歳くらい。
マダム・ルフォー（ジュヌビエーヴ・ルフォー）
帽子店〈シャポー・ドゥ・プープ〉の店主。男装の麗人。発明家。首筋にタコの入れ墨がある。OBOの会員。
アイヴィ・ヒッセルペニー
アレクシアの親友。帽子の趣味は最悪。アレクシアの結婚式で出会ったタンステルに恋をするが、身分が違うため諦めるために、別の男性と婚約をする。アレクシアのスコットランド行きに同行する。
フェリシティ・ルーントウィル
アレクシアの異父妹。もう一人の妹イヴリンが先に婚約を決めたことに腹を立て、手を付けられず困った母親がしばらくウールジー城へ滞在させることを勝手に決め、スコットランドへ行くアレクシアに同行する。

### ウールジー城（人狼団）
タンステル
マコン卿の従者。ウールジー人狼団の「クラヴィジャー」。ひょろりとした陽気で快活なクラヴィジャー頭。名の知れた俳優でもある。アレクシアとマコン卿の結婚式で出会ったアイヴィに好意を抱いている。
チャニング・チャニング少佐
ウールジー人狼団のガンマ（団のNo.3）。英国海軍コールドスチーム近衛連隊長。
アンジェリク
アレクシアのメイド。フランス人。結婚祝いに吸血鬼女王のナダスディ伯爵夫人から贈られたプレゼントで元ドローン。
フルーテ
アレクシアの秘書。アレクシアの亡き父親の従者だった。
ランペット
ウールジー城の執事。
かつてのメリウェイ
ウールジー城にいるゴースト。

### キングエア人狼団
シドヒーグ・マコン
スコットランドのキングエア城の女領主。コナルの曾々々孫娘。40歳。コナルに変異させてくれるよう再三頼んでいるが、女だということもありなかなか叶わない。
ダブ
かつてコナルがアルファを務めていたキングエア人狼団のベータ。
ラークラン
キングエア人狼団のガンマ。
ナイオール
殺されたキングエア人狼団のアルファ。シドヒーグと結婚した。

### その他
アケルダマ卿
ロンドンで最高齢のはぐれ吸血鬼。アレクシアの親友。情報収集能力に長けている。
ビフィ
アケルダマ卿のドローン。
フェザーストーンホー大尉
アイヴィの婚約者。ノーサンバーランド小銃隊所属。
ケネル・ルフォー
「シャポー・ドゥ・プープ」の地下の発明室にいる少年。マダム・ルフォーの息子。髪は亜麻色、瞳はすみれ色。
かつてのベアトリス・ルフォー
「シャポー・ドゥ・プープ」の地下の発明室にいるゴースト。マダム・ルフォーのおば。
ナダスディ伯爵夫人
ウェストミンスター吸血群の女王。500歳を超えているらしい。